# تشارلز وارن كورير
تشارلز وارن كورير هو قسيس كوبي، ولد في 22 مارس 1857، وتوفي في 23 سبتمبر 1918.